# Edwige Chirouter
Edwige Chirouter  est professeure des universités en philosophie et sciences de l'éducation dont les recherches portent sur la philosophie pour les enfants et la littérature de jeunesse.

## Biographie
Edwige Chirouter est professeure des Universités en philosophie de l'éducation à Nantes Université et à l'INSPE du Mans. Elle est chercheure au CREN (Centre de Recherche en Éducation de Nantes) et membre du collectif international D-Phi.
Ses recherches portent sur la philosophie avec les enfants et la littérature de jeunesse, les processus d'émancipation, de reconnaissance et l'esprit critique.
En 2016, elle devient titulaire de la première chaire de l'UNESCO consacrée à la pratique de la philosophie avec les enfants. : « Pratiques de la philosophie avec les enfants : une base éducative pour le dialogue interculturel et la transformation sociale ». Le philosophe Michel Serres a été le premier parrain de cette Chaire, le sociologue Hartmut Rosa lui a ensuite succédé.
Depuis 2016, elle est formatrice pour l'association SEVE qui forme à la philosophie pour les enfants.
Elle a créé le premier Diplôme Universitaire[réf. nécessaire] pour l'animation d'ateliers de philosophie à l'école et dans la cité.
Elle a soutenu sa thèse de doctorat à Montpellier III en 2008, sous la direction de Michel Tozzi intitulée À quoi pense la littérature de jeunesse ? Portée philosophique de la littérature et pratiques à visée philosophique au cycle 3 de l’école élémentaire et en 2016 son habilitation à diriger des recherches à l'Université Lumière-Lyon-II.
Elle est l'auteure de très nombreux articles scientifiques, ouvrages et manuels sur la philosophie avec les enfants et la littérature de jeunesse. Elle est aussi auteure jeunesse.
En plus de ces activités scientifiques, Edwige Chirouter  collabore régulièrement à Philosophie Magazine, Sciences humaines, The Conversation, L'École des loisirs et Les Rencontres Philosophiques de Monaco.

## Recherches
Dans ses recherches, elle travaille sur les questions et postulats suivants : 
- Penser une "école philosophique"[10] : elle a dirigé en 2022 un ouvrage avec le sociologue et philosophe Hartmut Rosa (parrain de la Chaire Unesco sur la philosophie avec les enfants), La philosophie avec les enfants, un paradigme pour l'émancipation, la reconnaissance, la résonance, Raison publique.
- La fonction des récits pour penser.

## Publications
- Edwige Chirouter, Lire, réfléchir et débattre à l'école : la littérature de jeunesse pour aborder des questions philosophiques, Vanves, Hachette éducation, 2007, 158 p. (ISBN 978-2-01-170941-7).
- Edwige Chirouter, Aborder la philosophie en classe à partir d'albums de jeunesse, Vanves, Hachette éducation, 2011, 207 p. (ISBN 978-2-01-171330-8).
- Edwige Chirouter et Mayumi Otero (ill.), Moi, Jean-Jacques Rousseau[11],[12], Paris, Les petits Platons, 2012, 63 p. (ISBN 978-2-36165-020-9).
- Edwige Chirouter, L'enfant, la littérature et la philosophie, Vanves, L'Harmattan, 2015, 256 p. (ISBN 978-2-343-05379-0, lire en ligne).
- Edwige Chirouter, Ateliers de philosophie à partir d'albums de jeunesse[13], Vanves, Hachette éducation, 2016, 207 p. (ISBN 978-2-01-400538-7).
- Edwige Chirouter, Nathalie Prince. Lumières de la fiction. Philosophie (avec les enfants) et littérature (de jeunesse)[14]. Raison Publique, 2019.
- Edwige Chirouter, Personne, L'initiale, 2021.
- Ouvrage collectif sous la direction d'Héloïse Lhérété[15], Comment la littérature peut changer nos vies, éditions Sciences Humaines, 2022  (ISBN 978-2-361067-22-9).
- Edwige Chirouter (dir.), La philosophie avec les enfants, un paradigme pour l'émancipation, la reconnaissance, la résonance, Raison publique, 2022.
- Edwige Chirouter, Nouveaux ateliers de philosophie à partir d'albums et autres fictions[8], Hachette-Éducation, 2022.
- Edwige Chirouter, À quoi pense la littérature de jeunesse ? Des enfants, des questions, des histoires, L'École des lettres, 2025.

Préface
- Chiara Pastorini, illustrations d'Olympe Perrier, Qu’est-ce qu’un humain ?[16], préface d'Edwige Chirouter, L’initiale, 2020. (ISBN 978-2-917637-61-6)